# NGC 3384
NGC 3384 o NGC 3371 es una galaxia lenticular en la constelación de Leo. La Galaxia fue descubierta por Herschel en 1784. La elevada edad de las estrellas en la región central de NGC 3384 fue confirmada tras el análisis de su color. Se descubrió que más del 80% pertenecían a la Población II, que son estrellas con más de mil millones de años.
NGC 3384 es un miembro del Grupo M96, un grupo de galaxias en la constelación de Leo que es a veces nombrado como el grupo Leo I.